# Cliff Curtis
Clifford Vivian Devon «Cliff» Curtis (Rotorua, Nueva Zelanda, 27 de julio de 1968) es un actor neozelandés cuyos numerosos roles cinematográficos incluyen las películas 10 000 a. C., Collateral Damage, Whale Rider, Once Were Warriors, Blow, The Dark Horse y Avatar: The Way of Water, y las series Trauma, Body of Proof y Missing. Desde 2015 al 2017 interpretó a Travis Manawa en la serie de horror-drama de AMC, Fear the Walking Dead, un spin-off de la popular The Walking Dead. Su ascendencia maorí le ha permitido interpretar una gran variedad de personajes de diversos grupos étnicos, tales como latinos, árabes e indios. Curtis es también copropietario de una compañía de producción independiente llamada Whenua Films.

## Primeros años
Curtis nació el 27 de julio de 1968 en Rotorua, Isla Norte de Nueva Zelanda, siendo uno de nueve hermanos. Es descendiente de la tribu maorí. Cuando era niño estudió el arte del Mau Rakau, un arte marcial tradicional maorí con el conocido maestro Mita Mohi. Más tarde, Curtis se convirtió en bailarín de breakdance y compitió en concursos de baile de rock and roll. Estudió en la escuela secundaria Western Heights High School de Rotorua.

## Carrera en Nueva Zelanda
Curtis empezó a actuar en las producciones musicales de aficionados Fiddler on the Roof y Man of La Mancha, antes de asistir a la New Zealand Drama School y el Teatro Dimitri Scoula en Suiza. Trabajó en una serie de compañías de teatro de Nueva Zelanda, incluyendo Downstage, Mercury Theatre, Bats Theatre, y Centre Point. Sus papeles en obras teatrales incluyen Happy End, The Merry Wives of Windsor, Othello, The Cherry Orchard, Porgy and Bess, Weeds, Macbeth, Serious Money, y The End of the Golden Weather. Su primer papel cinematográfico fue en la película de Jane Campion nominada al Oscar, The Piano. Se hizo conocido con la película Once Were Warriors, y también actuó en el melodrama Desperate Remedies. En 2000, Curtis actuó como Billy Williams en Jubilee, y Porourangi en Whale Rider
En 2004, con el productor Ainsley Gardiner, Curtis formó la compañía de producción de cine independiente Whenua Films. Los objetivos de la empresa son apoyar el crecimiento de la industria del cine indígena de Nueva Zelanda, y apoyar a los cortometrajistas locales. Él y Gardiner fueron designados para gestionar el desarrollo y la producción de películas para el Short Films Fund de 2005-06 por la New Zealand Film Commission. La compañía ha producido varios cortometrajes bajo el nuevo estandarte de la empresa, entre ellas, Two Cars, One Night, la cual recibió una nominación al premio de la Academia en 2005, y Hawaiki en 2006. Ambos cortometrajes fueron estrenados en muchos festivales de cine internacionales, incluyendo el Festival Internacional de Cine de Berlín.
En 2014, Curtis interpretó el papel principal de Genesis Potini en la película biográfica The Dark Horse, la cual fue considerada por la  National Radio como «una de las mejores películas jamás hechas en Nueva Zelanda». El New Zealand Herald alabó su poderosa actuación. Curtis aprendió a jugar ajedrez y aumentó de peso para el papel.

## Carrera internacional

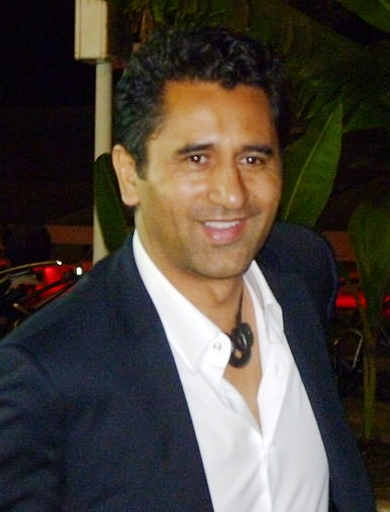
Curtis en la MIPCOM de 2011, en Cannes.

Curtis ha aparecido en películas como Tres Reyes, el drama Blow, Bringing Out the Dead de Martin Scorsese, Sunshine, Live Free or Die Hard, Training Day, Collateral Damage y Push. También obtuvo el papel del teniente Cortez en la película Last Knights junto con Clive Owen y Morgan Freeman.
Interpretó al Señor del Fuego Ozai en la película The Last Airbender de M. Night Shyamalan. En 2015, fue elegido para el papel principal de Travis Manawa en la serie de drama/terror Fear the Walking Dead, un spin-off de The Walking Dead.

## Vida personal
Curtis mantiene su vida privada alejada de los medios. Contrajo matrimonio en 2009 en una ceremonia privada en Marae y tiene dos hijos.

## Filmografía

### Películas
| Año  | Título                                | Papel                                   |
| ---- | ------------------------------------- | --------------------------------------- |
| 1993 | The Piano                             | Mana                                    |
| 1993 | Desperate Remedies                    | Fraser                                  |
| 1994 | Kahu & Maia                           | Kahu                                    |
| 1994 | Once Were Warriors                    | Bully                                   |
| 1994 | Rapa Nui                              | Short Ears                              |
| 1996 | Chicken                               | Zeke                                    |
| 1996 | Mananui                               | Mana                                    |
| 1998 | Deep Rising                           | Mamooli                                 |
| 1998 | Six days, seven nights                | Kip                                     |
| 1999 | Virus                                 | Hiko                                    |
| 1999 | Tres reyes                            | Amir Abdulah                            |
| 1999 | Bringing Out the Dead                 | Cy Coates                               |
| 1999 | The Insider                           | Jeque Fadlallah (como Clifford Curtis)  |
| 2000 | Jubilee                               | Billy Williams                          |
| 2001 | Blow                                  | Pablo Escobar                           |
| 2001 | Training Day                          | Smiley                                  |
| 2001 | The Majestic                          | El malvado pero apuesto príncipe Khalid |
| 2002 | Collateral Damage                     | Claudio El Lobo Perrini                 |
| 2002 | Whale Rider                           | Porourangi                              |
| 2003 | Runaway Jury                          | Frank Herrera                           |
| 2004 | Fracture                              | Detective Franklin                      |
| 2004 | Spooked                               | Mort Whitman                            |
| 2004 | Heinous Crime                         | Repartidor de pizza                     |
| 2005 | The Pool                              | Esposo                                  |
| 2005 | River Queen                           | Wiremu                                  |
| 2006 | La fuente de la vida                  | Capitán Ariel                           |
| 2007 | Sunshine                              | Searle                                  |
| 2007 | Fracture                              | Detective Flores                        |
| 2007 | Live Free or Die Hard                 | FBI Deputy Director Miguel Bowman       |
| 2008 | 10 000 a. C.                          | Tic'Tic                                 |
| 2009 | Push                                  | Hook Waters                             |
| 2009 | Crossing Over                         | Hamid Baraheri                          |
| 2010 | The Last Airbender                    | Señor del Fuego Ozai                    |
| 2011 | Colombiana                            | Emilio Restrepo                         |
| 2012 | Mil palabras                          | Dr. Sinja                               |
| 2014 | The Dark Horse                        | Genesis Potini                          |
| 2015 | Last Knights                          | Teniente Cortez                         |
| 2016 | Risen                                 | Yeshua (Jesús) de Nazaret               |
| 2018 | Megalodón                             | James "Mac" Mackreides                  |
| 2019 | Doctor Sueño                          | Billy Freeman                           |
| 2019 | Fast & Furious Presents: Hobbs & Shaw | Jonah Hobbs                             |
| 2021 | Reminiscencia                         | Boothe                                  |
| 2022 | Avatar: The Way of Water              | Tonowari                                |
| 2023 | Espíritu libre                        | Ben Bryant                              |
| 2025 | Last Breath                           | Andre Jenson                            |

### Televisión
| Año       | Título                     | Papel                   | Notas                                                                 |
| --------- | -------------------------- | ----------------------- | --------------------------------------------------------------------- |
| 1991      | Under Cover                | Zip                     | Película para la televisión                                           |
| 1994      | Hercules in the Underworld | Nessus                  | Película para la televisión                                           |
| 1995      | Mysterious Island          | Peter                   | Episodios: "Make Yourselves a Home" "First Impressions Are Skin Deep" |
| 1996      | City Life                  | Daniel Freeman          | 4 episodios                                                           |
| 1998      | The Chosen                 | Father Tahere           | Película para la televisión                                           |
| 2002      | Point of Origin            | Mike Camello            | Película para la televisión                                           |
| 2004      | Traffic                    | Adam Kadyrov            | Miniserie de TV                                                       |
| 2009–2010 | Trauma                     | Reuben 'Rabbit' Palchuk | Protagonista (18 episodios)                                           |
| 2011      | Body of Proof              | FBI Agente Derek Ames   | Recurrente                                                            |
| 2012      | Missing                    | Agente Dax Miller       | Protagonista (10 episodios)                                           |
| 2014      | Gang Related               | Javier Acosta           | 13 episodios                                                          |
| 2015–2017 | Fear the Walking Dead      | Travis Manawa           | Protagonista (Temporada 1-3, 21 episodios)                            |